# Adenomera lutzi
Adenomera lutzi és una espècie de granota que viu a Guyana.
Està amenaçada d'extinció per la pèrdua del seu hàbitat natural.